# Lago Cessuta e dintorni
Lago Cessuta e dintorni este o arie protejată (arie specială de conservare — SAC, sit de importanță comunitară — SCI) din Italia întinsă pe o suprafață de 546 ha, integral pe uscat.

## Localizare
Centrul sitului Lago Cessuta e dintorni este situat la coordonatele 40°15′53″N 15°46′55″E / 40.264722°N 15.781944°E.

## Înființare
Situl Lago Cessuta e dintorni a fost declarat sit de importanță comunitară în mai 1995 pentru a proteja 15 specii de animale. Situl a fost protejat și ca arie specială de conservare în mai 2019.

## Biodiversitate
Situată în ecoregiunea mediteraneană, aria protejată conține 2 habitate naturale: Lacuri eutrofice naturale cu vegetație de tip Magnopotamion sau Hydrocharition, Pseudostepă cu ierburi și specii anuale de Thero-Brachypodietea.
La baza desemnării sitului se află mai multe specii protejate:
- păsări (9): pescăruș albastru (Alcedo atthis), rață sulițar (Anas acuta), rață pitică (Anas crecca), rață mare (Anas platyrhynchos), becațină comună (Gallinago gallinago), sfrâncioc roșiatic (Lanius collurio), rață fluierătoare (Mareca penelope), mierlă (Turdus merula), sturz-cântător (Turdus philomelos)
- amfibieni (1): Bombina pachypus
- mamifere (4): liliac cu aripi lungi (Miniopterus schreibersii), liliac comun (Myotis myotis), liliacul mare cu potcoavă (Rhinolophus ferrumequinum), liliacul mic cu potcoavă (Rhinolophus hipposideros)
- reptile (1): șarpele cu patru dungi (Elaphe quatuorlineata)

Pe lângă speciile protejate, pe teritoriul sitului au mai fost identificate 3 specii de amfibieni, 4 specii de reptile.